# Haacht
Haacht là một đô thị ở tỉnh Vlaams-Brabant. Đô thị này bao gồm các thị xã Haacht, Kelfs, Tildonk, Wakkerzeel và Wespelaar.
Tại thời điểm ngày 1 tháng 1 năm  2006 Haacht có tổng dân số 13.608 người. Tổng diện tích là 30,57 km² với mật độ dân số là 445 người trên mỗi km².
Ở đây có nhà thờ với bức tường được xây năm 1281..